# Berryville (Arkansas)
Berryville é uma cidade localizada no estado americano de Arkansas, no Condado de Carroll.

## Demografia
Segundo o censo americano de 2000, a sua população era de 4433 habitantes. 
Em 2006, foi estimada uma população de 5099, um aumento de 666 (15.0%).

## Geografia
De acordo com o United States Census Bureau, a localidade tem uma área de 11,5 km², sem área coberta por água. Berryville localiza-se a aproximadamente 399 m acima do nível do mar.

## Localidades na vizinhança
O diagrama seguinte representa as localidades num raio de 24 km ao redor de Berryville. 